# 조지 벨라
조지 윌리엄 벨라(몰타어: George William Vella, 1942년 4월 24일~)는 몰타의 정치인으로 2019년부터 몰타의 대통령을 맡고 있다. 노동당의 일원인 그는 1996년부터 1998년까지 몰타의 부총리와 알프레드 산트 총리 밑에서 외무장관을 지냈다. 2013년, 그는 조지프 무스카트 총리 아래 2017년까지 재임했던 외무부 장관으로 돌아왔다.

## 경력

### 대통령직
2019년 초, 벨라는 몰타의 차기 대통령이 될 것으로 추측되었다. 벨라는 당시 야당인 국민당을 포함한 집권 노동당에 의해 몰타 대통령 자리에 지명되었다. 민주당은 벨라의 지명을 지지한다고 발표했지만, 대통령을 선출하기 위해 3분의 2의 다수를 요구하는 개헌에 찬성하는 시위를 하기 위해 투표를 거부할 것이다. 2019년 4월 2일 의회 투표가 진행되었으며, 의회 의원들은 벨라의 유일한 지명자 임명을 승인했다. 2019년 4월 4일 벨라가 대통령으로 공식 취임한 이후 1989년 이후 모든 몰타 대통령이 취임했다.